# Luigi Gentili

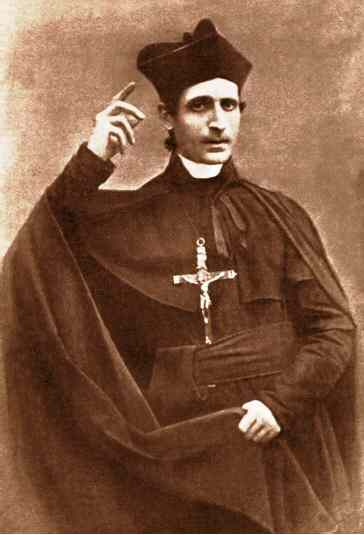
Luigi Gentili

Luigi Gentili (Roma, 14 luglio 1801 – Dublino, 26 settembre 1848) è stato un missionario rosminiano italiano.

## Biografia
Compiuti gli studi al Collegio romano, si laureò in utroque iure alla Sapienza. Iniziò a frequentare la Pia unione del Sacro Cuore di Gesù e l'Oratorio del Caravita.
Maturò la decisione di abbracciare la vita religiosa, ma per la sua salute cagionevole non fu ammesso tra i gesuiti. Nel 1829 conobbe Antonio Rosmini e scelse di entrare nella congregazione che aveva fondato a Domodossola; fu ordinato prete nel 1830.
Conobbe Ambrose Phillipps de Lisle, che cercava predicatori da impiegare nelle missioni popolari nel Leicestershire dopo che l'Emancipation Act aveva riconosciuto ai cattolici britannici alcune libertà.
Perfezionò lo studio della lingua inglese nel Collegio irlandese di Roma e nel 1835, insieme con due confratelli francesi, raggiunse l'Inghilterra dove si mise a disposizione del vescovo Peter Augustine Baines, che li impiegò come docenti nel collegio di Prior Park, vicino Bath, destinato alla formazione del clero britannico.
Lasciò l'insegnamento nel 1838 e nel 1840 partecipò alla fondazione della casa rosminiana presso la Grâce Dieu, la residenza di Phillipps de Lisle. Divenne un celebre predicatore di missioni popolari ed entrò in contatto con il movimento di Oxford, divenendo amico dell'architetto Augustus Welby Northmore Pugin e del vescovo William Bernard Ullathorne.
Nel 1843 le sue missioni assunsero un carattere itinerante: predicò a Loughborough, Sheepshed, York, Liverpool, Huddersfield, Newcastle, Sunderland, Coventry, Alton Towers, Banbury, Grantham; nel 1845 diede gli esercizi spirituali al clero di Londra presso il St. Edmund's College.
Rivolse le sue attenzioni soprattutto ai ceti popolari e ai gruppi che avevano lasciato le campagne per cercare lavoro nelle zone urbane.
Chiamato in Irlanda nel 1848, predicò soprattutto a Dublino dove, contratta una febbre tifoide, morì. Fu sepolto nel cimitero di Glasnevin.